# Шпандауштрассе
Шпандауштрассе— улица в берлинском районе Митте, которая расположена в одноименном округе и является одной из старейших транспортных магистралей столицы. Её название восходит к сегодняшнему району Шпандау на западе города, в честь которого названы Шпандауское предместье и бывшие Шпандауские ворота, находящиеся в непосредственной близости от улицы. Вдоль Шпандауштрассе расположены исторические и современные здания и памятники.

## Расположение

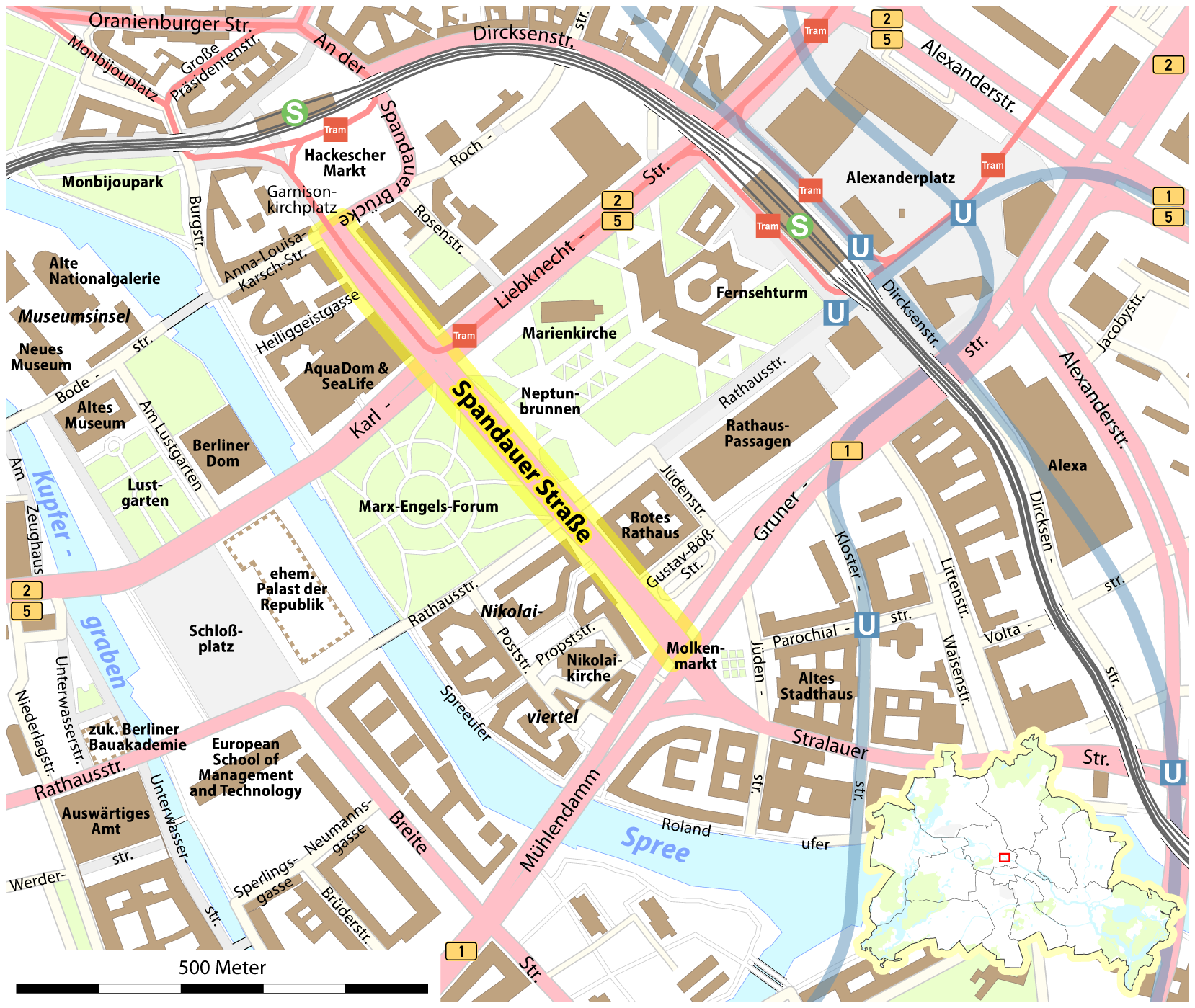
Обзорная карта Шпандауштрассе

Улица длиной примерно 700 м пересекает старый город в направлении северо-запад - юго-восток. Она имеет четыре полосы движения по всей длине и может быть разделена на три участка примерно равной длины в зависимости от застройки.
Западная часть улицы первоначально ведет от Гарнизонкирхплац к Карл-Либкнехт-Штрассе и пересекается здесь несколькими трамвайными линиями в середине маршрута . Это было создано, когда Александерплац был снова включен в берлинскую трамвайную сеть . В то время как северная сторона, как и соседняя Карл-Либкнехт-штрассе, характеризуется многоэтажными рядами жилых домов и магазинов, южная сторона имеет типичную для Берлина блочную застройку.
Карл-Либкнехт-Штрассе является частью федеральной трассы Б2 и Б5, так что Шпандауерштрассе находится на пересечении этого важного транспортного маршрута. Трамвайные пути ответвляются налево на Карл-Либкнехт-Штрассе и проходят до Александерплац .
Последний участок между Ратхаусштрассе и площадью Молкенмаркт граничит с Красной ратушей с северной стороны и кварталом Николаифиртель с южной стороны. Первоначально, улица простиралась до Молкенмаркта до 1960-х годов. С его реконструкцией бывшая вытянутая площадь превратилась в перекресток. Главной задачей этого преобразования была изменение маршрута Магистральной дороги 1 - сегодняшней Федеральной трассы 1, старое направление которой вело от Александерплац через Ратхаусштрассе и Шпандауэр-штрассе к Мюлендамму – таким образом, чтобы частный транспорт больше не направлялся прямо через Александерплац, а объезжал площадь. С тех пор Мюлендамм образовала ось с Грюнерштрассе, которая прилегает к северу, а Шпандауэр-штрассе переходит в Штралауэр-штрассе после Молкенмаркта.

## История

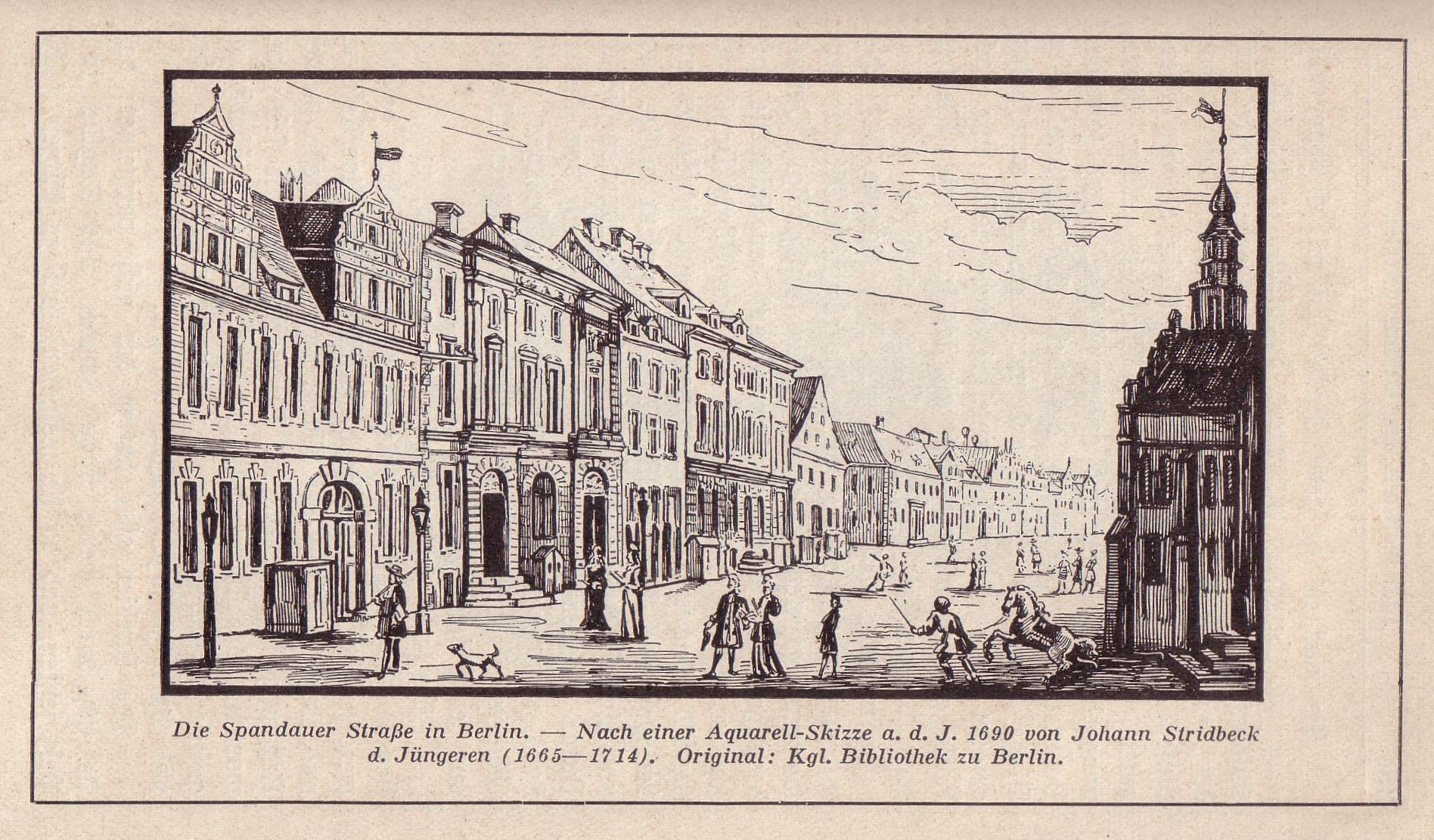
Шпандауштрассе, по акварельному эскизу 1690 г.

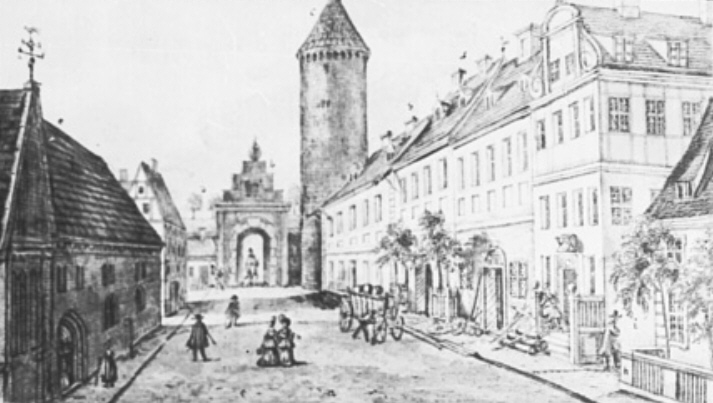
Вид с Шпандауштрассе, около 1700 года.
Леопольд Людвиг Мюллер, около 1800 г.

Шпандауштрассе возникла примерно тогда же, когда и Берлин - в начале 13 века. Уже в 1380 году он был «расширен» и «вымощен» (Am Spandauer Tore).  Это была одна из самых элегантных улиц Берлина с некоторыми из важнейших учреждений, таких как Берлинская ратуша или Госпиталь Святого Духа .
В средневековых городах магистральная улица и ее городские ворота обычно носили одно и то же название. Хотя Шпандауштрассе была непрерывной улицей, каждый участок имел свое название, и даже каждая сторона улицы возле Берлинской ратуши. Только после превращения Берлина в крепость отдельные улицы были объединены в Шпандауштрассе . Поскольку ворота Шпандау нужно было перенести на северо-восток, дорога заканчивалась у Фестунгсграбена. Оба были связаны друг с другом через недавно созданную соединительную дорогу. На пересечении этой новой соединительной дороги был заложен Гарнизонный церковный сквер вместе с одноименной Гарнизонной церковью.